# Prato
Prato är en stad och en kommun i Toscana i Italien och sedan 1992 provinssäte i provinsen Prato. Staden ligger vid foten av berget Monte Retaia (768 m ö.h.). Floden Bisenzio (biflod till Arno) flyter genom staden. Prato gränsar till kommunerna Agliana, Calenzano, Campi Bisenzio, Carmignano, Montemurlo, Poggio a Caiano, Quarrata och Vaiano.
Sedan slutet av 1950-talet har staden haft en betydande invandring, dels från södra Italien, men också från andra nationaliteter. [källa behövs] Anmärkningsvärt många kineser kom i slutet av 1980-talet. [källa behövs] Kommunen hade 194 590 invånare (2018), vilket gör den till den näst största staden i Toscana efter Florens, och tredje störst i centrala Italien efter Rom och Florens.
I Prato finns en domkyrka från 900-talet med inventarier och detaljer av till exempel Michelozzo, Donatello och Andrea della Robbia. Bland övriga kyrkor i staden märks till exempel Santa Maria delle Carceri, ritad av Giuliano da Sangallo.

## Kända personer
- Rachele Risaliti, (1995), Miss Italien 2016
- Paolo Rossi, fotbollsspelare

## Vänorter
Prato har följande vänorter:
- Albemarle County, USA, sedan 1977
- Bir Lehlu, Västsahara, sedan 1999
- Changzhou, Kina, sedan 1987
- Ebensee, Österrike, sedan 1987
- Nam Định, Vietnam, sedan 1975
- Roubaix, Frankrike, sedan 1981
- Sarajevo, Bosnien och Hercegovina, sedan 1997
- Wangen im Allgäu, Tyskland, sedan 1988